# Trichilia primogenita
Trichilia primogenita är en tvåhjärtbladig växtart som beskrevs av W.A. Palacios. Trichilia primogenita ingår i släktet Trichilia och familjen Meliaceae. Inga underarter finns listade i Catalogue of Life.